# Вівчарик ізуйський
Вівчарик ізуйський (Phylloscopus ijimae) — вид горобцеподібних птахів родини вівчарикових (Phylloscopidae).

## Поширення
Ендемік Японії. Гніздиться на островах Ідзу, між Осімою та Аогасімою, і одне гніздо було виявлено гніздо на Наканосіма на островах Токара. Існують записи про бродяжних негніздових на Хонсю, Кюсю та Рюкю, де, ймовірно, птах зимує. Може також зимувати на Тайвані, де спостерігалося два екземпляри, та на Філіппінах (один запис [кілька екземплярів] з Лусону).
Його природним середовищем існування є субтропічні або тропічні сухі ліси, субтропічні або тропічні вологі низинні ліси та субтропічні або тропічні вологі чагарники.

## Опис
Дрібний птах завдовжки 10-12 см. Верхні частини тіла оливково-зелені, а нижні білі. Птах має жовтувату надбрівну смугу, а темна смуга проходить через очі. Також є білувата смужка на крилах.